# The Winter Album
The Winter Album es el nombre del álbum recopilatorio de la banda pop estadounidense 'N Sync, Fue lanzado al mercado solamente en Europa el 17 de noviembre de 1998. Este álbum es la versión europea del álbum Home for Christmas que fue lanzada en Estados Unidos. Incluye 7 de los temas encontrados en la versión de Estados Unidos, 4 cortes de su álbym debut  y dos nuevas canciones: "U Drive Me Crazy" [Radio Edit] y "(Thinking of You) I Drive Myself Crazy," la versión internacional de "I Drive Myself Crazy".

## Lista de canciones
| The Winter Album |                                                 |                                                    |          |  |
| N.º              | Título                                          | Escritor(es)                                       | Duración |  |
| 1.               | «U Drive Me Crazy» (Radio Edit)                 | Aris, Cottura, Rookee, V.D.Toom, G.J.O.R. Rollocks | 3:34     |  |
| 2.               | «God Must Have Spent a Little More Time on You» | Sturken, Rogers                                    | 3:58     |  |
| 3.               | «(Thinking of You) I Drive Myself Crazy»        | Nowles, Rich, Shipley                              | 4:00     |  |
| 4.               | «Everything I Own»                              | D. Gates                                           | 3:59     |  |
| 5.               | «I Just Want to Be With You»                    | Full Force                                         | 4:03     |  |
| 6.               | «Family Affair» (Interlude)                     | Full Force                                         | 0:10     |  |
| 7.               | «Kiss Me at Midnight»                           | Renn, Lamb                                         | 3:28     |  |
| 8.               | «Merry Christmas, Happy Holidays»               | Renn, Chasez,                                      | 4:12     |  |
| 9.               | «All I Want Is You This Christmas»              | Briley/Calitri                                     | 3:43     |  |
| 10.              | «Under My Tree»                                 | Peiken, Roche                                      | 4:32     |  |
| 11.              | «Love's in Our Hearts on Christmas Day»         | Haase, Lowell, Werking                             | 3:54     |  |
| 12.              | «In Love on Christmas»                          | Bennett, Hailey, Hailey                            | 4:06     |  |
| 13.              | «First Noel»                                    | Tradicional                                        | 3:28     |  |